# Jane Eyre (film fra 1934)
 For alternative betydninger, se Jane Eyre (flertydig). (Se også artikler, som begynder med Jane Eyre)
Jane Eyre er en amerikansk dramafilm fra 1934 instrueret af Christy Cabanne og med Virginia Bruce og Colin Clive i hovedrollerne. 
Filmen er en filmatisering af Charlotte Brontës roman af samme navn fra 1847. Det er den første filmatisering af romanen som lydfilm.

## Medvirkende
- Virginia Bruce som Jane Eyre
- Colin Clive som Edward Rochester
- Beryl Mercer som Mrs. Fairfax
- David Torrence som Mr. Brocklehurst
- Aileen Pringle som Lady Blanche Ingram
- Edith Fellows som Adele Rochester
- Jean Darling som Jane Eyre som barn
- Lionel Belmore som Lord Ingram
- Jameson Thomas som Charles Craig
- Ethel Griffies som Grace Poole
- Claire Du Brey som Bertha Rochester
- William Burress som Minister
- Joan Standing som Daisy
- Richard Quine som John Reed
- Anne Howard som Georgianna Reed (ukrediteret)
- Olaf Hytten som Jeweler (ukrediteret)
- Clarissa Selwynne som Mrs. Reed (ukrediteret)
- William Wagner som Halliburton (ukrediteret)